# Panaque

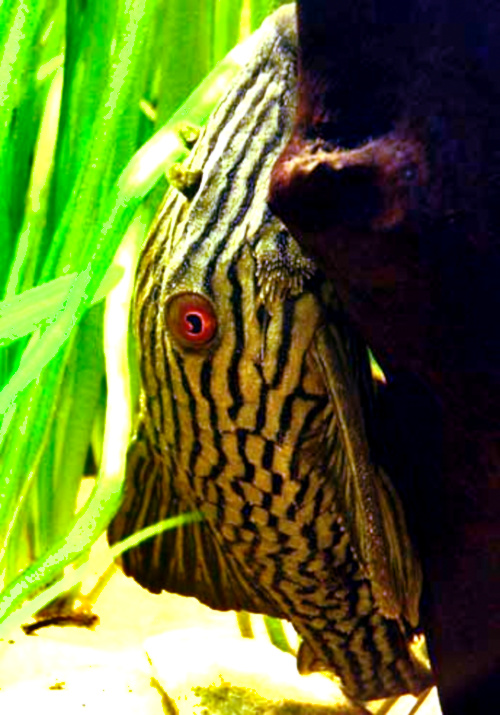
Panaque nigrolineatus

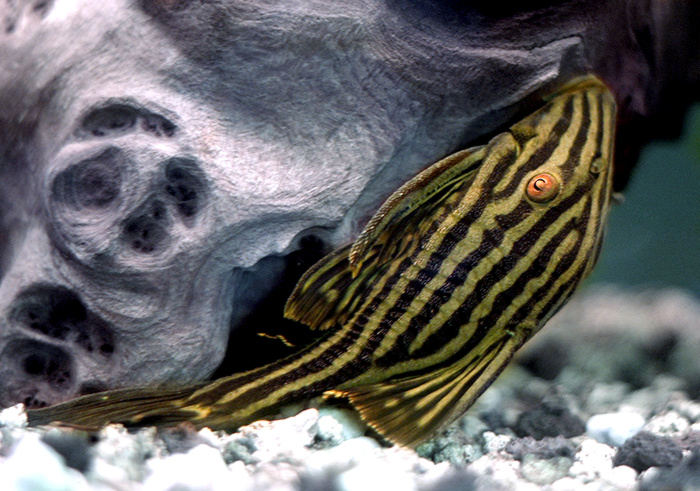
Panaque nigrolineatus

Panaque és un gènere de peixos de la família dels loricàrids i de l'ordre dels siluriformes.

## Alimentació
Les espècies d'aquest gènere són dels pocs peixos que mengen fusta. En captivitat mengen una dieta mixta consistent en algues verdes i hortalisses fresques (pastanagues, carabassons i espinacs).

## Distribució geogràfica
Es troba a Sud-amèrica: rius Magdalena, Orinoco, Amazones i Essequibo, i conca del llac Maracaibo.

## Vida en captivitat
Algunes de les seues espècies són populars com a peixos d'aquari, com ara Panaque cochliodon, Panaque suttonorum, Panaque suttoni i, especialment, Panaque nigrolineatus pels seus colors llampants. D'altra banda, atès que són relativament grossos i generen residus en consonància amb llur mida necessiten un gran tanc amb un bon filtre.

## Taxonomia
- Panaque albomaculatus (Kanazawa, 1958)[7]
- Panaque bathyphilus (Lujan & Chamon, 2008)[8]
- Panaque changae (Chockley & Armbruster, 2002)[9]
- Panaque cochliodon (Steindachner, 1879)[10]
- Panaque dentex (Günther, 1868)[11][12]
- Panaque gnomus (Schaefer & Stewart, 1993)[13]
- Panaque maccus (Schaefer & Stewart, 1993)[13]
- Panaque nigrolineatus (Peters, 1877)[14]
- Panaque nocturnus (Schaefer & Stewart, 1993)[13]
- Panaque purusiensis (La Monte, 1935)[15]
- Panaque suttonorum (Schultz, 1944)[16][17][18][19][20][21][22][23]